# 日本平動物園

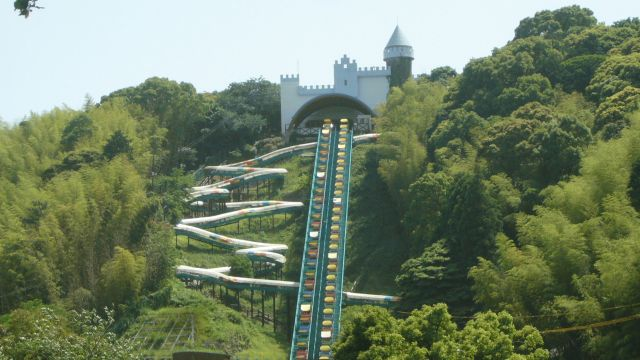
日本一長いローラースライダー

アメリカ合衆国ネブラスカ州オマハ市から静岡市に贈られた陶製のタヌキ像

日本平動物園（にほんだいらどうぶつえん、英: Shizuoka Municipal Nihondaira Zoo）は、静岡県静岡市駿河区池田にある静岡市が運営する動物園。

## 概要
開園時間は9:00～16:30（16:00までは入園可能）。料金は、大人（高校生以上）610円、小・中学生150円（静岡市内に居住、又は通学する小・中学生は証明提示で無料）、未就学児無料となっている。休園日は毎週月曜日（祝日、振替の時は翌日）と12月29日～翌年1月1日となっている。日本一長いローラースライダーが設置されている（大人 200円、子供 100円）。ホームページでは飼育日記を掲載している。施設の老朽化が進んでいることから、2013年春、全面リニューアルオープンした。
2005年に直立することが話題になった、レッサーパンダの「風太」の生まれた動物園である。
敷地に隣接して静岡市有形文化財の旧エンバーソン邸が建っており、駐車場は共通。見学して動物園に再入場することもできる。

## 歴史
- 1965年 静岡市政80周年記念事業として市立動物園建設構想が発表される[2]。
- 1969年8月1日 開園。アジアゾウ（メス、ダンボと命名）、ベンガルトラ、ヒョウ、ピューマ、ボウシテナガザル、マサイキリンなどの飼育開始。
- 1970年 インドからアジアゾウ（メス、シャンティと命名）来園。
- 1974年 アメリカオシ、ハイイロキツネザルの国内初の繁殖に成功する。
- 1975年 資料館が完成。国内で初めてキンカジュー（人工哺育）、アカガシラエボシドリの繁殖に成功する。
- 1976年 国内で初めてミーアキャット、シロガオオマキザル、パラグアイカイマンの繁殖に成功。
- 1977年 国内で初めてオグロワラビー、アオエリヤケイの繁殖に成功する。
- 1980年 レッサーパンダ飼育開始。
- 1981年 国内で初めてキンバトの繁殖に成功する。
- 1982年 国内で初めてマサイキリンの人工哺育に成功する。
- 1983年 熱帯鳥類館、夜行性動物館が完成。
- 1984年 マサイキリンの人工哺育で高崎賞を受賞。
- 1985年 国内で初めてベンガルヤマネコ（人工哺育）、ルーセットオオコウモリの繁殖に成功する。
- 1988年 国内で初めてツチブタ、ヒイロニシキヘビの繁殖に成功する。
- 1992年 国内で初めてオオハナインコの繁殖に成功する。
- 1994年 パプアニューギニアからブチクスクス来園。
- 1997年 入園者が1,300万人に達成。
- 2002年 国内で初めてサイチョウの繁殖に成功する。
- 2003年 レッサーパンダの「風太」が誕生。
- 2007年 ホッキョクグマの「ピンキー」が老衰により死亡。国内最高齢の推定35歳だった。
- 2008年 0歳のホッキョクグマをロシアから引き取る、名前は一般公募で「ロッシー」に。これに合わせて「しろくまロッシー債」（住民参加型市場公募地方債）が静岡市から発行された。
- 2010年 「猛獣館299」オープン。299とは「肉球」を意味する。
- 2013年4月2日 全面改修しリニューアルグランドオープン。
- 2015年 オマハ市（アメリカ合衆国ネブラスカ州）と静岡市の姉妹都市提携50周年を記念して、オマハ市在住の日本人陶芸作家、金子潤が制作したタヌキ像がオマハ市から静岡市に贈られ、園内に設置された[3]。
- 2022年5月5日 メスのアジアゾウの「シャンティ」が老衰により死亡（1969年にインドで誕生、1970年に来園）[4]。
- 2025年5月3日 同月6日までのゴールデンウィーク期間限定で駐車場を事前予約制化[5]。

## 主な施設
レッサーパンダ館・ビジターセンター
屋外放飼場と屋内放飼場を2つずつ備え、隣接する繁殖棟とあわせ、血統管理園として繁殖に取り組めるようになっている。様々な角度から観察でき、レッサーパンダが客の頭上を渡る空中回廊なども用意されている。
ビジターセンターでは同園の歴史年表や繁殖賞、過去の飼育動物を中心とした骨格標本や剥製が展示されている他、企画展が催される。
猛獣館299
リニューアル第1弾として開館した猛獣舎。1階は北極圏の生態系の展示としてゴマフアザラシとホッキョクグマを展示。2、3階では開園時からのコンセプトとしての比較展示を行いライオン、アムールトラ、ジャガー、ピューマといったネコ科の猛獣を立体的に観察できる。
フライングメガドーム
園内に2つある池のうち、下の池をすっぽりケージで囲った、国内最大級のフライングケージ。中に入って飛び交う鳥を直に観察できる。また、元々この池にあったサル島がメガドーム完成後も残され、リニューアル前と違わずここでジェフロイクモザルが飼育されている。
オランウータン館
2つの屋外放飼場と1つの屋内展示室を備える。
草食獣舎
バーバリシープ舎、アクシスジカ舎、ワラビー舎を統合したもの。完成にあわせオグロワラビーがベネットアカクビワラビーに交代している。
夜行性動物館　熱帯鳥類館
1983年開館。斜面に造られており、1階が夜行性動物館、2階が熱帯鳥類館になっているが、出入口はそれぞれ異なる。
夜行性動物館は昼夜逆転させた14の展示室を備えルーセットオオコウモリ、レッサースローロリス、ハリネズミ、フタユビナマケモノ、フェネック、フクロウ、ツチブタ、スローロリス、オオコノハズク、アムールヤマネコ、ハクビシン、アオバズクが展示飼育されている。毎日午後2時半ごろに明かりがつけられ、館内は昼間の状態となる。
熱帯鳥類館はオニオオハシ、サイチョウ、ワライカワセミなどの熱帯鳥類の個別展示飼育室が6室、通り抜けのできる展示室にカンムリシロムクなどの熱帯の小鳥が放されたジャングル展示室、ソリハシセイタカシギなど干潟の鳥の展示室、メジロなど日本の野鳥を展示する大部屋が2つと計9展示室がある。天窓が多く設けられ、天然光のもと、植物がよく育つようにしてある。
ふしぎな森の城
オートチェアに乗っていく、お城の意匠を持った旧爬虫類館を改修したもの。外観はそのままに、館内ではきぐるみを着て動物の気分で遊べるコーナーや飼育員の仕事を紹介するリトルバックヤードが設けられている。
爬虫類館
生息環境ごとにクチヒロカイマン、アルダブラゾウガメなど様々な爬虫類が飼育されている。薄暗い旧館と比べ格段に明るくなった他、リクガメの動き回る回廊や、観客の頭上にオオアナコンダのプールを設置するなど様々な仕掛けがある。またオオサンショウウオをはじめとし、日本産小型両性爬虫類のコーナーも設けられている。
ペンギン館
フンボルトペンギンが泳ぐ水中の姿を眺める事ができる。

## 主な飼育動物
- アジアゾウ
- バーバリシープ
- シロサイ
- マレーバク
- ライオン
- アムールトラ
- ジャガー
- ピューマ
- ホッキョクグマ
- ブチハイエナ
- レッサーパンダ
- ミーアキャット
- プレーリードッグ
- タテガミヤマアラシ
- ゴマフアザラシ
- ワオキツネザル
- ニホンザル
- シシオザル
- マンドリル
- アビシニアコロブス
- ブラッザグエノン
- ボルネオオランウータン
- チンパンジー
- ツチブタ
- ルーセットオオコウモリ
- ダチョウ
- フンボルトペンギン
- カンムリシロムク
- カルガモ
- オニオオハシ
- サイチョウ
- タンチョウ
- カンムリヅル
- シロフクロウ
- フクロウ
- コンドル
- ハクトウワシ
- ヒゲワシ[注釈 1]

## 過去の飼育動物
- キリン
  - 開園以来長らくキリンを飼育していたが、2022年10月13日にオスの「ダイヤ」が死亡。10月31日にメスの「クルミ」が日立市かみね動物園から来園する予定でしたが、オスの「ダイヤ」が死亡したため、メスの「クルミ」の来園は残念ながら中止された。その後は、飼育を一時的に休止している。
- ローランドゴリラ
  - 開園10周年記念として、オスの「ゴロン」とメスの「トト」を飼育開始。「トト」は1999年7月にブリーディングローンにより上野動物園に移動。同園からはメスの「タイコ」が来園したが2000年3月5日に死亡。続いてメスの「トト」の移動後体調を崩していたオスの「ゴロン」も2000年7月14日に死亡。日本平動物園のゴリラ飼育は終了した。なお、メスの「トト」は現在も上野動物園で存命である。
- アメリカバイソン
- オグロワラビー
- ニホンカモシカ
- カリフォルニアアシカ
- トド
- オオガラゴ
- ワシミミズク
- ブチクスクス
- シンリンオオカミ
- ユキヒョウ
- ヒョウ
- クロヒョウ
- ニホンツキノワグマ
- ナマケグマ
- マレーグマ
- ヒトコブラクダ
- グラントシマウマ
- アカカンガルー
- ユーラシアカワウソ